# HID
HID (human interface device) — стандарт підключення через універсальну послідовну шину (USB) комп'ютерних пристроїв вводу-виводу, які призначені для прямої взаємодії з людиною. Пристрої стандарту підключаються до будь-якої системи, що підтримує USB, без встановлення додаткових драйверів.
Термін «HID» запровадив Майк Ван Фланден, коли запропонував USB-комітету створити робочу групу для пристроїв такого типу та назвати їх «Human Input Device» (скорочено — HID). Зміну назви на «Human Interface Device» було зроблено після того, як Том Шмідт зауважив, що запропоновані стандарти підтримують двонаправлену взаємодію[джерело?].
Стандарт було ухвалено 1997 року.

## Застосування
Стандарт передбачає підключення різноманітних пристроїв, зокрема, клавіатур, мишей, ігрових контролерів, сканерів штрих-кодів тощо.
Підтримується багатьма розробниками, зокрема, для систем Microsoft Windows, Linux, Android та ін.
Застосовується також для підключення подібних пристроїв через бездротові з'єднання, такі як Bluetooth (Bluetooth HID Profile) чи WiFi.

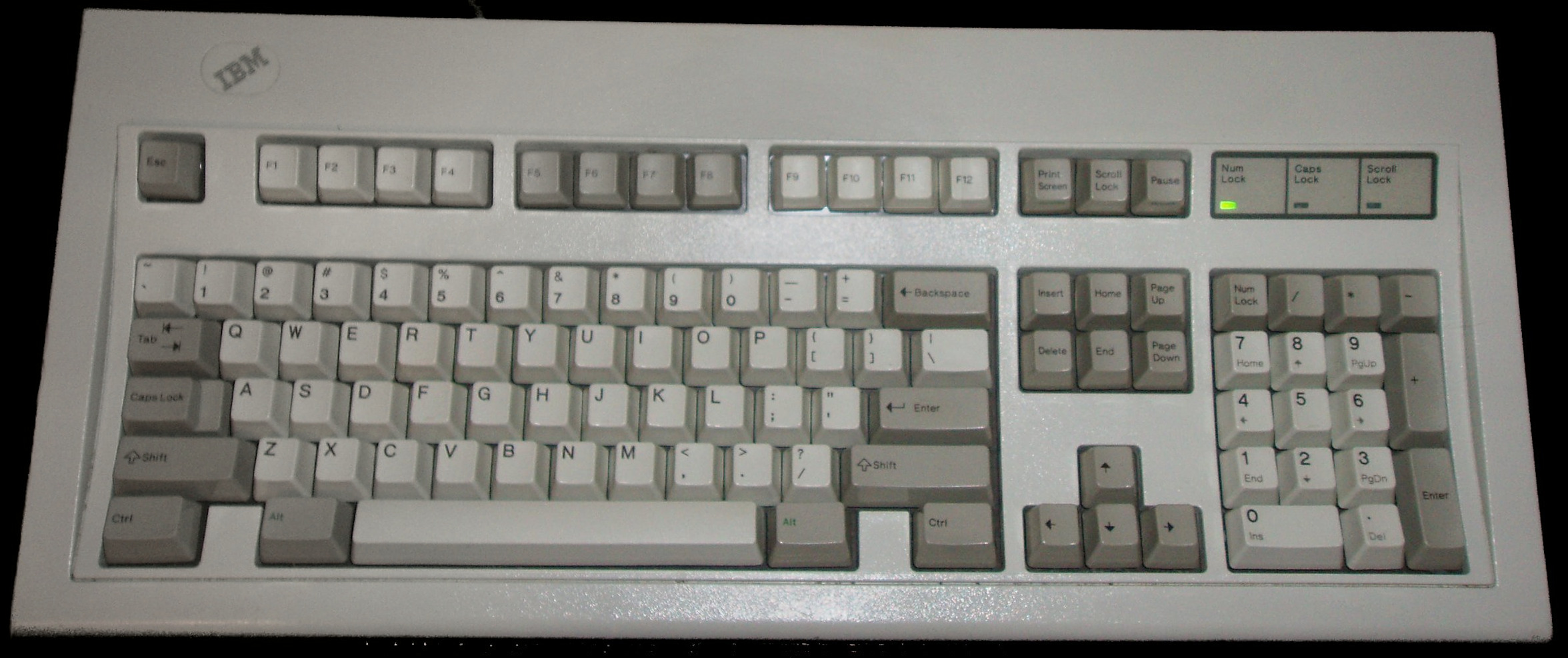
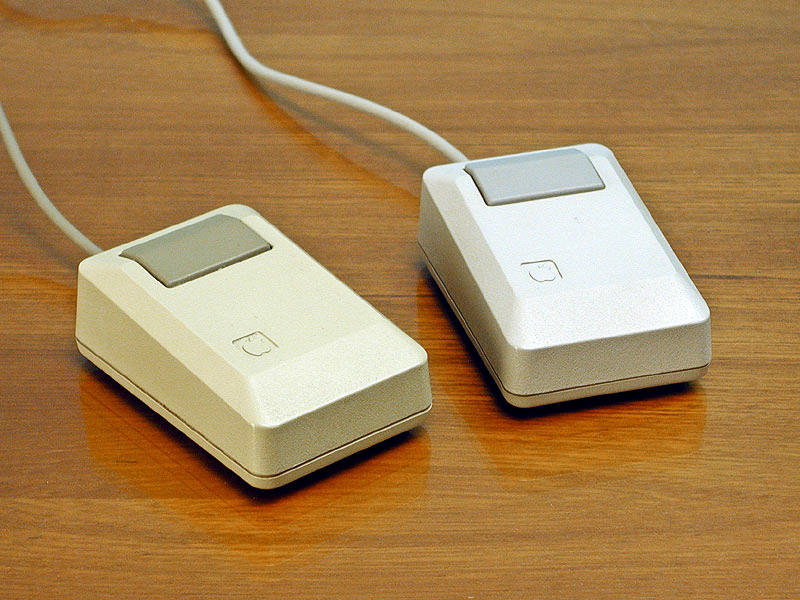
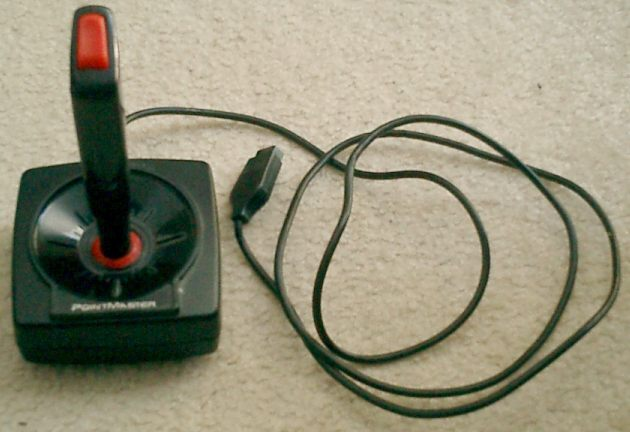